# جیمز لاتیمر آلن
جیمز لاتیمر آلن (انگلیسی: James Latimer Allen; ۱ ژانویهٔ ۱۹۰۷ – ۱ ژانویهٔ ۱۹۷۷) عکاس و پرتره‌ای بود که به خاطر تصاویرش از رنسانس هارلم از دهه ۱۹۲۰ و ۱۹۳۰ به شهرت رسیده بود.

## زندگی‌نامه
آلن در شهر نیویورک متولد شد و در اواخر دهه ۱۹۲۰ یک استودیوی عکاسی ساخت که در آن از بسیاری از نخبگان آن دوران عکس می‌گرفت. در میان چهره‌هایی که از آنها عکس گرفته است می‌توان به لنگستون هیوز، پل روبسن، آلن لاک و کارل ون وکتن اشاره کرد.

## آثار هنری
به گفته منتقد هنری نیویورک تایمز، ویلیام زیمر، کار آلن به «تأکید بر ظهور» فلسفه «سیاهان جدید» آن زمان کمک کرد.
کار او «یکنواختی هدفمند» را نشان می‌داد که به اعتقاد او ایده یک آمریکایی آفریقایی‌تبار تحصیلکرده طبقه بالا را به تصویر می‌کشد. همه سوژه‌های او لباس خوبی پوشیده بودند و با فوکوس ملایمی مشابه عکس‌های پرتره‌ روشنفکران در آن زمان عکس می‌گرفتند. این تصاویر پرتره‌های تمایز نامیده می‌شدند و از چهره‌های مهم رنسانس هارلم مانند لنگستون هیوز و کانتر کولن عکس گرفت.
آثار آلن در چندین نشریه معروف توسط طرفداران و حامیان جنبش رنسانس هارلم، مانند د آپورچونتی، د مسنجر و د کرایسس منتشر شد. او در فیلم «مطالعه هنرمندان سیاه‌پوست» در دهه ۱۹۳۰ به همراه ریچموند بارت، آرون داگلاس، پالمر هیدن، ویلیام الیسورث آرتیس، مالوین گری جانسون، آگوستا ساواژ، لوئیس مایلو جونز، جورجت سیبروک و دیگران حضور داشت. به گفته کامارا دیا هالووی، نویسنده کتاب «آلن، جیمز لاتیمر»، سوابق زندگی آلن نشان می‌دهد که او در جنگ جهانی دوم ثبت نام کرده است.

## پس از درگذشت
آثار او در سال ۱۹۹۹ در گالری هنر دانشگاه ییل به نمایش گذاشته شد. به خاطر آثارش در عکاسی به عنوان یک هنرمند سیاهپوست، جایزه کمیسیون ۵۰ دلاری توسط بنیاد هارمون را دریافت کرد.